# 米里茨湖 (梅克倫堡湖區縣)
53°16′30.06″N 12°39′47.22″E / 53.2750167°N 12.6631167°E
米里茨湖（德語：Müritzsee），是德國的湖泊，位於該國東北部，由梅克倫堡-前波美拉尼亞州負責管轄，處於梅克倫堡湖區縣，長3.6公里、寬0.8公里，面積1.4平方公里，海拔高度62米。